# Gérard Lopez
Gérard Lopez (Esch-sur-Alzette, 27 de desembre de 1971) és un empresari espanyol-luxemburguès. Juntament amb Éric Lux, és soci fundador del grup Genii. Fou president de l'escuderia Lotus F1 Team de Fórmula 1, càrrec que passà a ocupar el 2014, quan Genii Capital esdevingué accionista majoritari. També és el cofundador i soci director de Mangrove Capital Partners, una firma de capital de risc especialitzada en tecnologia.
Lopez es va graduar a la Universitat Miami de Florida amb una llicenciatura en sistemes d'informació de gestió i gestió operacional. Ha fundat i dirigit diverses empreses incloent una companyia de desenvolupament web pioner, Icon Solutions.4 Continua sent un inversor actiu en les diferents classes de capital privat, que van des de les primeres etapes de tecnologia a les inversions immobiliàries. El juny de 2012, va participar en la sèrie de Lideratge al Fòrum Econòmic Internacional de Sant Petersburg sobre «Identificació de la pròxima gran cosa».
López és també director de CS Fola Esch, club de la Lliga luxemburguesa de futbol -primera divisió dels clubs de futbol a Luxemburg-, on va estar jugant quan era adolescent.